# كاسبار هيوز
كاسبار هيوز (بالإنجليزية: Caspar Hughes)‏ (9 يونيو 1993 في المملكة المتحدة - ) هو لاعب كرة قدم بريطاني في مركز الوسط. لعب مع نادي كرو ألكساندرا وAFC Fylde ‏ وNantwich Town F.C. ‏ وChasetown F.C. ‏.

## وصلات خارجية
- كاسبار هيوز على موقع قاعدة بيانات كرة القدم.إي يو (الإنجليزية)
- كاسبار هيوز على موقع Soccerbase.com (لاعب) (الإنجليزية)